# Eurysternus balachowskyi
Eurysternus balachowskyi är en skalbaggsart som beskrevs av Halffter 1976. Eurysternus balachowskyi ingår i släktet Eurysternus och familjen bladhorningar. Inga underarter finns listade i Catalogue of Life.